# Andros Town
Pour les articles homonymes, voir Andros.
Andros Town est une ville des Bahamas, district de North Andros. C'est la capitale des îles Andros.